# Stefano Moro
Stefano Moro (Treviglio, 22 de junho de 1997) é um desportista italiano que compete no ciclismo nas modalidades de pista e rota.
Ganhou duas medalhas no Campeonato Europeu de Ciclismo em Pista de 2020, prata em perseguição por equipas e bronze em madison. Nos Jogos Europeus de 2019 obteve uma medalha de prata em perseguição por equipas.

## Medalheiro internacional
| Jogos Europeus     | Jogos Europeus        | Jogos Europeus    | Jogos Europeus          |
| Ano                | Lugar                 | Medalha           | Competição              |
| ------------------ | --------------------- | ----------------- | ----------------------- |
| 2019               | Minsk ( Bielorrússia) | Medalha de prata  | Perseguição por equipas |
| Campeonato Europeu |                       |                   |                         |
| Ano                | Lugar                 | Medalha           | Competição              |
| 2020               | Plovdiv ( Bulgária)   | Medalha de prata  | Perseguição por equipas |
| 2020               | Plovdiv ( Bulgária)   | Medalha de bronze | Madison                 |

1. ↑  Competiu na rodada de classificação.